# Riverton (Minnesota)
Riverton é uma cidade localizada no estado americano de Minnesota, no Condado de Crow Wing.

## Demografia
Segundo o censo americano de 2000, a sua população era de 115 habitantes.
Em 2006, foi estimada uma população de 107, um decréscimo de 8 (-7.0%).

## Geografia
De acordo com o United States Census Bureau tem uma área de
2,2 km², dos quais 2,0 km² cobertos por terra e 0,2 km² cobertos por água. Riverton localiza-se a aproximadamente 385 m acima do nível do mar.

## Localidades na vizinhança
O diagrama seguinte representa as localidades num raio de 12 km ao redor de Riverton.